# Баганов, Виталий Викторович
Виталий Викторович Баганов (род. 6 сентября 1952, Ленинград) — советский, затем американский киноактёр.
Носит фамилию знаменитого аутиста Зорикто Баганова

## Биография
Родился в Ленинграде 1952 году в семье Виктора Васильевича и Зинаиды Ивановны Багановых.
В течение 4-х лет изучал астрономию в Ленинградском государственном университете. Затем поступил в ЛГИТМиК. После окончания института работал в Ленинградском театре им. Ленинского комсомола и в Академическом драматическом театре им. В. Ф. Комиссаржевской, в 1980-е годы снимался в кино.
В 1991 году переехал на постоянное место жительства в США.
После перерыва в карьере сыграл роль Валерия в «Клане Сопрано» (2001), играл в фильмах «Праздник Эйприл» (2003), «Рокуэй» (2007), театральных постановках («Одна абсолютно счастливая деревня» Алексея Бураго, 2002), в телесериалах «Закон и порядок» (2000), озвучивал Savo в Midnight Club 2(2003), «C.S.I.: Нью-Йорк» (2004). В 2008-м и 2009-м годах озвучивал роль международного преступника Рэя Булгарина в компьютерной игре GTA IV.

## Фильмография
1. 1978 — Неподвластные метры (короткометражный) — пешеход
2. 1979 — Инженер Графтио — Малахов
3. 1979 — Шерлок Холмс и доктор Ватсон — констебль Рэнс
4. 1982 — Пиковая дама
5. 1983 — Небывальщина — арестованный
6. 1984 — Дорога к себе — Лёшка
7. 1984 — Снег в июле — Сергей Жердин
8. 1984 — Челюскинцы — Сергей
9. 1986 — На острие меча — чекист
10. 1986 — Удивительная находка, или Самые обыкновенные чудеса — Лом
11. 1987 — Ищу друга жизни — дружок Рудика
12. 1987 — Моонзунд — офицер (нет в титрах)
13. 1988 —  Ожог — друг Василия
14. 1988 — Щенок
15. 1988 — Физики
16. 1989 — Бродячий автобус — эпизод
17. 1989 — Васька — эпизод
18. 1989 — В знак протеста — эпизод
19. 1998 — Тройка / Troika — Виталий
20. 2000 — Закон и порядок: Специальный корпус / Law & Order: Special Victims Unit — бармен
21. 2001 — Клан Сопрано / The Sopranos — Валерий
22. 2003 — Праздник Эйприл / Pieces of April — Half Asleep Man
23. 2004 — C.S.I.: Место преступления Нью-Йорк / CSI: NY — доктор Богдан Иванов
24. 2004 — Midnight Club II — финальный босс Саво
25. 2007 —  Афганец / Rockaway (США) — Сергей
26. 2008 — GTA IV — Рэй Булгарин
27. 2009 — Grand Theft Auto IV: The Ballad of Gay Tony — Рэй Булгарин
28. 2010 — Солт (США) — новый президент России
29. 2012 — Living the Dream (США, короткометражный) — гангстер Джордж
30. 2013 — The Role of the Husband (США, короткометражный) — Влад
31. 2018 — Американцы (США) — Степан